# Тураев, Анвар Бурханович
Анвар Бурханович Тураев (тадж. Анвар Тӯраев, род. 21 июля 1934, Самарканд) — таджикский и советский актёр и кинорежиссёр игровых, научно-популярных и документальных фильмов. Заслуженный деятель культуры Таджикистана.

## Биография
В 1958 году окончил Высшее театральное училище имени М. С. Щепкина в Москве. В 1963—1970 — на студии кинохроники.
В 1964 — 1970-м учился на режиссерском факультете ВГИКа (мастерская М. Ромма). После возвращения из Москвы, с 1958 по 1963 год работал актёром Таджикского академического театра драмы им. А. Лахути в Душанбе.
В 1970—1990 гг. — руководитель студии кинохроники Таджикфильм.
В 1981—1986 — секретарь, в 1991—1996 — председатель Союза кинематографистов Таджикистана.
С 2014 г. проживает в г. Алма-Ата.

## Фильмография

### Режиссёр
- 1970 — Третья дочь
- 1972 — Хабиб — повелитель змей
- 1973 — Горная станция
- 1977 — Первая любовь Насреддина
- 1979 — Загадай себе прошлое
- 1981 — Бросок
- 1985 — Я ей нравлюсь
- 1989 — Боль любви
- 1992 — Клевета (Таджикистан)

### Актёр
- 1958 — Голубая стрела — Кафнутдинов, солдат
- 1958 — Высокая должность — Шамси
- 1959 — Судьба поэта — Шакури
- 1960 — Крепость на колёсах — Есет Исмаили
- 1962 — Одержимые — Толиб
- 1964 — Мирное время — Алим
- 1964 — 1002 ночь
- 1969 — Встреча у старой мечети — киномеханик
- 1970 — Третья дочь — незнакомец
- 1972 — Вперед, гвардейцы! — Анвар
- 1972 — Звезда в ночи — Савдо
- 1973 — Тайна забытой переправы — эпизод
- 1973 — Горная станция — водитель
- 1977 — Подарок судьбы — эпизод
- 1979 — Стрельба дуплетом — эпизод
- 1980 — Контрольная полоса — Закир-ака, эпизод
- 1981 — Бросок — подполковник Умаров
- 1983 — Приключения маленького Мука — отец Мука
- 1987 — Джура, охотник из Мин-Архара
- 1989 — Груз-300[1].

## Награды
- Фильм «Бросок» награждён призом погранвойск СССР на  15-м Всесоюзном кинофестивале в Таллине (1982).